# 所羅門諾沃
48°25′50″N 22°9′50″E / 48.43056°N 22.16389°E

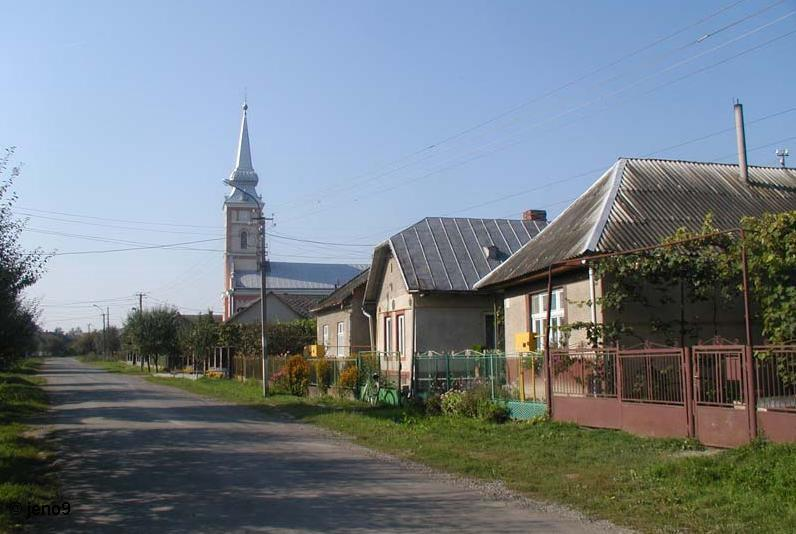

所羅門諾沃（羅馬化：Solomonovo）是位於烏克蘭西部外喀爾巴阡州烏日霍羅德區喬普市鎮的村莊，始建於1332年，面積6.15平方公里，2007年人口1,342，人口密度每平方公里218.21人。